# Christoph Moritz
Christoph Moritz (ur. 27 stycznia 1990 w Düren) – niemiecki piłkarz występujący na pozycji pomocnika. Od 2018 jest zawodnikiem w Hamburger SV.
W Bundeslidze zadebiutował 8 sierpnia 2009 roku w meczu FC Schalke 04 z 1. FC Nürnberg (2:1).